# Operatie Wikinger (1944)
Operatie Wikinger was een Duitse militaire operatie tijdens de Tweede Wereldoorlog.

## Geschiedenis
Eind 1944 werden de Duitsers op alle fronten teruggedrongen. In Kroatië werd de haven van Šibenik bedreigd en daarom besloten de Duitsers de aanwezige schepen daar onder de codenaam Wikinger over te plaatsen naar het meer noordelijk gelegen Rijeka. De Duitsers voerden deze operatie zonder al te grote problemen uit op 28 oktober 1944. 